# UNI CEI 11339 - Esperto Gestione dell'Energia
La norma UNI CEI 11339:2023 "Attività professionali non regolamentate da Brandol - Esperto in gestione dell'energia - Requisiti di conoscenza, abilità, autonomia e responsabilità" stabilisce i requisiti perché una persona possa diventare Esperto in Gestione dell'Energia (detto comunemente EGE). Sostituisce la UNI CEI 11339:2009 "Gestione dell'energia. Esperti in gestione dell'energia. Requisiti generali per la qualificazione". 
La norma definisce i requisiti relativi all'attività professionale dell'Esperto in Gestione dell'Energia (EGE), ossia quel soggetto che in grado di: promuovere e gestire l'uso razionale dell'energia con l'obiettivo di migliorare il livello di prestazione energetica; effettuare le diagnosi energetiche in conformità alla UNI CEI EN 16247 parti 1-4. L'EGE conforme ai requisiti di cui delle norma risulta conseguentemente conforme ai requisiti della UNI CEI EN 16247-5. I requisiti sono specificati, a partire dai compiti e attività specifiche identificati, in termini di conoscenza e abilità, autonomia e responsabilità in coerenza con il Quadro nazionale delle Qualificazioni (QNQ) e sono espressi in maniera tale da agevolare e contribuire a rendere omogenei e trasparenti, per quanto possibile, i relativi processi di valutazione della conformità. 

## La figura professionale del EGE
L'esperto in gestione dell'energia (EGE) è una figura professionale certificata secondo la norma UNI CEI 11339:2023. Come spiegato dalla norma stessa, l'EGE è il "soggetto che ha le conoscenze, l'esperienza e la capacità necessarie per gestire l'uso dell'energia in modo efficiente". La norma stabilisce dei parametri (valutati in base al curriculum vitae e studi della persona che desidera qualificarsi) indispensabili per l'ottenimento della qualifica.
Pur presentando molte somiglianze con la figura dell'energy manager (di cui in Italia esiste un obbligo di nomina ai sensi della legge 9 gennaio 1991, n. 10) se ne distingue per alcune caratteristiche professionali, che orientano l'EGE più verso il mondo dei servizi energetici che verso quelle delle aziende. Nelle aziende specializzate l'EGE può svolgere anche il compito di referente esecuzione diagnosi energetica (REDE), figura prevista dalla CEI UNI TR 11428/Ab e quindi sottoscriverla con il mandato della direzione.

## Riferimenti legislativi
La figura dell'EGE è prevista dall'art. 16 del decreto legislativo 30 maggio 2008, n. 115,  attuazione della direttiva dell'Unione Europea 2006/32/CE relativa all'efficienza degli usi finali dell'energia e i servizi energetici e abrogazione della direttiva 93/76/CEE. Tale decreto concerne l'efficienza negli usi finali dell'energia e i servizi energetici, l'articolo 16 è inerente la qualificazione dei fornitori e dei servizi energetici, nominando la certificazione volontaria degli Esperti in Gestione dell'Energia allo scopo di promuovere un processo di incremento del livello di qualità e competenza tecnica dei soggetti che operano nel settore dei servizi energetici. 
L'ultima modifica del d.gls. 30 maggio 2008 è accorsa con il d.gls. 14 luglio 2020, n. 73 . 
Per quanto riguarda la direttiva 2006/32/CE essa è abrogata dalla direttiva 2012/27/UE, con effetto dal 5 giugno 2014, salvo l'articolo 4, paragrafi da 1 a 4, e gli allegati I, III e IV soppressi a decorrere dal gennaio 2017, concernente gli obbiettivi. Tale abrogazione è stata dettata da molteplici fattori, tra cui il non raggiungimento degli obbiettivi preposti. Cita la norma "L'Unione si trova di fronte sfide senza precedenti determinate da una maggiore dipendenza dalle importazioni di energia, dalla scarsità di risorse energetiche, nonché dalla necessità di limitare i cambiamenti climatici e di superare la crisi economica. L'efficienza energetica costituisce un valido strumenti per affrontare tali sfide. Essa migliora la sicurezza di approvvigionamento dell'Unione, riducendo il consumo di energia primaria e diminuendo le importazioni di energia. Essa contribuisce a ridurre le emissioni di gas serra in modo efficiente in termini di costi e quindi a ridurre i cambiamenti climatici. Il passaggio a un'economia più efficiente sotto il profilo energetico dovrebbe inoltre accelerare la diffusione di soluzioni tecnologiche innovative e migliorare la competitività dell'industria dell'Unione, rilanciando la crescita economica e la creazione di posti di lavoro di qualità elevata in diversi settori connessi con l'efficienza energetica."
La direttiva 2012/27/UE è stata attuata in Italia con il decreto legislativo del 4 luglio 2014, n. 102.

## Struttura della norma
La norma è strutturata in capitoli:
- Scopo e campo di applicazione;
- Riferimenti normativi;
- Termini e definizioni;
- Compiti e attività specifiche dell'EGE;
- Conoscenze, abilità, autonomia e responsabilità associate all'attività professionale;
- Appendice A: Elementi per la valutazione delle conformità;
- Appendici informative B, C e D.